# Falcone Beneventano
Falcone di Benevento (Benevento, 1070 circa – 1144 circa) è stato uno storico longobardo, notaio e giudice della curia pontificia a Benevento durante il dominio papale e autore del Chronicon Beneventanum.

## Biografia
Nacque probabilmente a Benevento da un'altolocata famiglia di origine longobarda. Nella sua città svolse l'attività di notaio (dal 1107) e poi anche di segretario del Sacro Palazzo e dal 1133, come precisa egli stesso nella sua Cronaca, di giudice; studi recenti escludono che fosse un ecclesiastico.

### Opera
Fu un importante cronachista per gli anni tra il 1102 ed il 1144 nel Mezzogiorno. La sua opera, il Chronicon Beneventanum, di cui è andato perduto l'inizio e, probabilmente, anche la fine, racconta in forma annalistica la storia di Benevento e, dal 1127, dell'ascesa di Ruggero II di Sicilia tra le potenze dell'epoca. È abbastanza affidabile in quanto testimone oculare, ma dalla parte dei longobardi e dei beneventani che, da oltre un secolo, avevano visto crescere la potenza dei normanni.
La sua posizione nella società del tempo e la sua visione storiografica sono state così sintetizzate da Fulvio Delle Donne:
(Fulvio Delle Donne, Coscienza urbana e storiografia cittadina. A proposito di una nuova edizione del "Chronicon" di Falcone di Benevento)